# Domaine de Wakasa

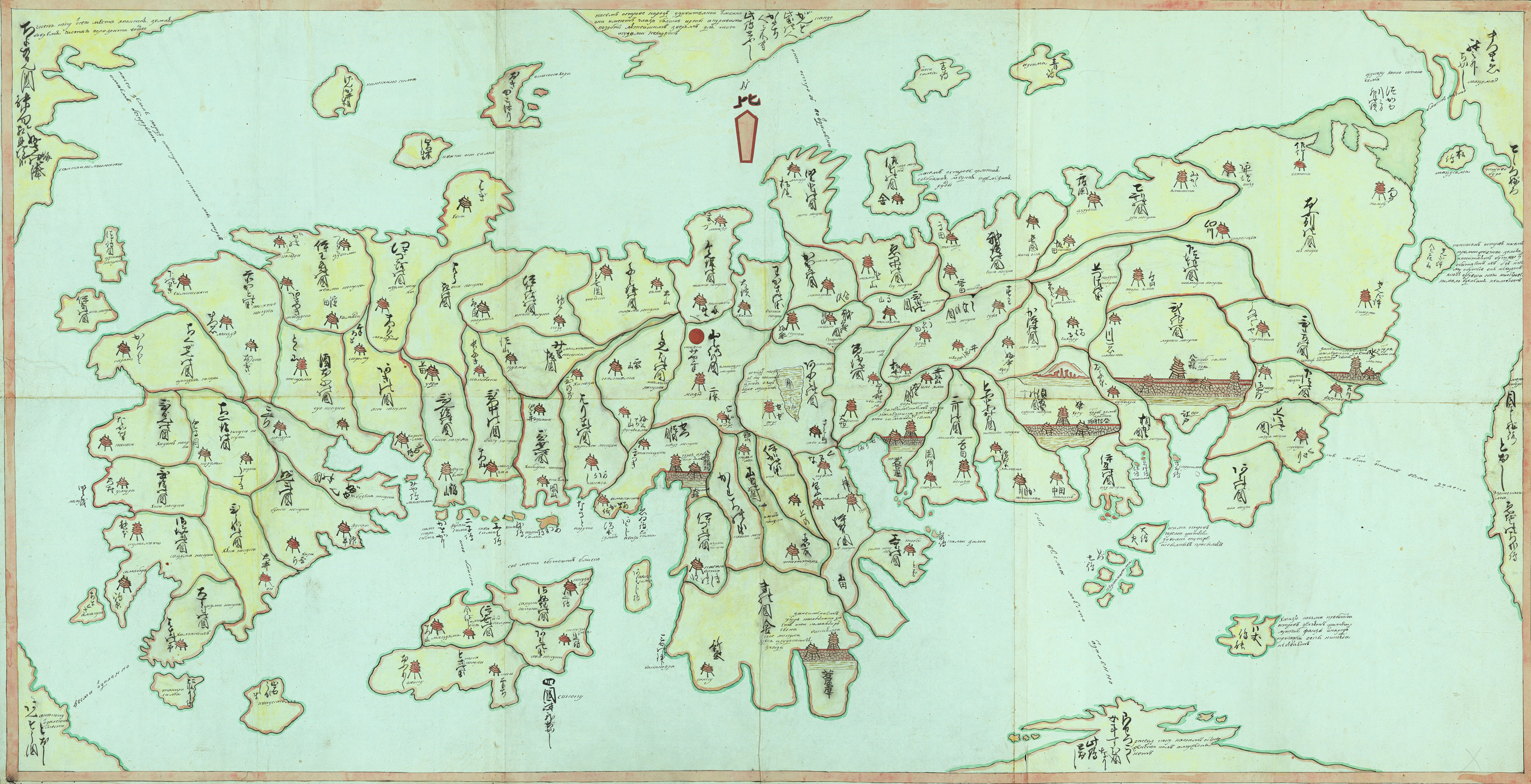
Carte du Japon, 1789. Le système han affecte la cartographie.

Le domaine de Wakasa (若桜藩, Wakasa-han) est un domaine féodal japonais de l'époque d'Edo, situé dans la province d'Inaba dans l'actuelle préfecture de Tottori. 
Dans le système han, Wakasa est une abstraction politique et économique basée sur les enquêtes cadastrales périodiques et les prévisions des rendements agricoles. Autrement dit, le domaine est défini en termes de kokudaka et non de superficie de terres, ce qui est différent du féodalisme en Occident.

## Liste de daimyos
Les daimyos héréditaires sont chefs de clans et maître du domaine.
- Clan Yamazaki : 1601-1617 (tozama daimyo ; 30 000 koku)

1. Yamazaki Iemori : 1601-1614
2. Yamazaki Ieharu : 1614-1617

- Clan Ikeda : 1868-1870 (tozama daimyo ; 20 000 koku)[1]

## Source de la traduction
- (en) Cet article est partiellement ou en totalité issu de l’article de Wikipédia en anglais intitulé « Wakasa Domain » (voir la liste des auteurs).